# Bolsa de Valores da Ucrânia
A Ukrainian Exchange (em ucraniano:  Українська біржа; em russo:  Украинская биржа) foi fundada em 15 de maio de 2008 e suas instalações de operação estão situadas em 7g, Rua Tropinina, Kiev.
É uma das maiores bolsas de valores da Ucrânia. A bolsa está localizada em Kiev, capital da Ucrânia, e foi o principal local de negociação de ações e derivativos na Ucrânia. Está sob a jurisdição do Ministério das Finanças da Ucrânia.
Devido à invasão russa da Ucrânia em 2022, interrompeu temporariamente sua operação e suspendeu cargas de trabalho adicionais. Também encorajou cidadãos e empresas a vender títulos ucranianos para ajudar a defender e repelir a ofensiva russa.

## História
Em maio de 2008, os maiores participantes do mercado de valores mobiliários ucraniano assinaram o Memorando de Entendimento com a RTS Stock Exchange para criar uma nova bolsa em Kiev.
51% das ações da bolsa foram compradas pelo corretor/dealer ucraniano, 49% – pela RTS Stock Exchange.
Em outubro de 2008, a Bolsa Ucraniana foi registrada como pessoa jurídica.
Em dezembro de 2008, a Comissão Estatal da Ucrânia (o regulador estadual de Valores Mobiliários e Mercado de Ações na época) concedeu ao UX uma licença de bolsa de valores.
A negociação oficial começou em 26 de março de 2009 com mais de 80 das ações ucranianas mais líquidas.
Em 27 de abril de 2009, o índice de ações ucraniano (UX) foi lançado como o primeiro índice on-line na Ucrânia. O primeiro valor em 26 de março de 2009 era 500 e a cesta inicial consistia em 10 fichas azuis mais líquidas.
Em 14 de maio de 2009, a Bolsa ucraniana lançou seu mercado de recompra usando um sistema RTS Plaza  .
Em 16 de setembro de 2009, a tecnologia de Contraparte Central (CCP) foi introduzida para fornecer aos investidores anonimato na liquidação.
Em 27 de maio de 2010, a Bolsa Ucraniana abriu o primeiro mercado de derivativos na Ucrânia. O primeiro instrumento negociado foi um contrato futuro no Índice UX.
Em outubro de 2010, 160 corretoras profissionais foram registradas pela bolsa. 23 deles fornecem acesso direto ao mercado de câmbio para seus clientes.
Em 26 de abril de 2011, a Bolsa ucraniana iniciou a negociação de contratos de opções.
Em janeiro de 2015 foram lançados os novos futuros sobre USDUAH, EURUSD e preço do ouro.
No 1T 2016 Dragon Capital e UNIVER Investment Group compraram da Moscow Exchange sua participação na UX.
Em 19 de dezembro de 2016, a Bolsa Ucraniana lançou dois novos contratos futuros – sobre o índice de Bitcoin e sobre o preço do petróleo bruto Brent.
Em 2 de maio de 2018, a Decisão do CNSD prevê a aplicação de medidas restritivas a e contra determinadas entidades ucranianas que utilizam o software produzido pela Moscow Exchange. Esse Software é usado, em particular, pela Bolsa ucraniana e corretores e revendedores profissionais de valores mobiliários, que são participantes da Bolsa ucraniana. A partir de 18 de junho de 2018, a bolsa ucraniana mudou o comércio para relatórios comerciais bilaterais.
Após o início da invasão russa de 2022 em 24 de fevereiro, anunciou no mesmo dia a suspensão das atividades e das operações diárias. Em seu site oficial, encorajou as pessoas a vender títulos para financiar a resistência contra o iminente avanço russo.

## Produtos e serviços

### Ações
Tecnologias de negociação implementadas na Bolsa Ucraniana:
- order-driven market,
- quote-driven market,
- repo market.

#### Renda Fixa
Em uma tentativa de melhorar as capacidades tecnológicas e expandir sua lista de instrumentos comerciais, a Bolsa Ucraniana oferece acesso ao mercado de títulos de empréstimos governamentais internos (títulos do governo). Os preços das ordens são cotados como uma porcentagem do valor de face dos títulos. Todas as encomendas submetidas ao livro de encomendas são ofertas vinculativas. Quando um negócio é executado, seu valor inclui os juros acumulados calculados para a data de liquidação final especificada. Lote mínimo – UAH 10.000. Para serem admitidos à negociação no mercado de títulos do governo, os membros da bolsa devem registrar pelo menos um código de cliente ou código de negociação proprietário vinculado a uma conta no depositário do Banco Nacional da Ucrânia.

### Derivativos
O mercado de derivativos na bolsa ucraniana foi lançado em 27 de maio de 2010. Opera na plataforma de negociação fornecida pelo Russian Trading System com seu comprovado sistema de garantias e garantias de Contraparte Central, que vem operando com sucesso na Rússia e demonstrou sua capacidade durante mais de uma crise. Antes de junho de 2018, a bolsa ucraniana negociava contratos nos seguintes subjacentes:
- Índice UX (benchmark do mercado de ações ucraniano);
- Dólar americano para Hryvnia ucraniano com taxa de câmbio;
- Taxa de câmbio do euro para o dólar americano;
- Preço de ouro;
- Preço do petróleo bruto Brent;
- Preço do Bitcoin;
- Preço do milho;
- Preço do trigo.

### Leilões de privatização
A Bolsa ucraniana realiza a negociação de blocos de ações de sociedades anônimas abertas na forma de leilões de privatização de acordo com "Disposições sobre a ordem de venda nas ações cambiais das sociedades anônimas abertas de propriedade do Estado" e Regras de negociação sobre A Bolsa Ucraniana. O Fundo de Propriedade do Estado da Ucrânia atua nos leilões como Vendedor, e tanto as pessoas jurídicas quanto as pessoas físicas que, de acordo com a legislação atual da Ucrânia, têm o direito de aquisição de propriedade em processo de privatização, podem atuar como Compradores. Para se tornar um comprador no leilão de privatização na Bolsa Ucraniana, os residentes precisam preencher os documentos abaixo. Os não residentes podem contatar um dos membros da troca. Os leilões de privatização na Bolsa Ucraniana acontecem todas as terças-feiras. A Bolsa informa a data e hora de um leilão em seu site com bastante antecedência.